# Arrondissement de Saint-Pierre (Martinique)
Arrondissement de Saint-Pierre är ett av Martiniques fyra arrondissement. Det ligger i den nordvästra delen av Martinique. Huvudort, sous-préfecture, är Saint-Pierre.
Området består av åtta kommuner: 
- Saint-Pierre
- Bellefontaine
- Le Carbet
- Case-Pilote
- Fonds-Saint-Denis
- Le Morne-Rouge
- Le Morne-Vert
- Le Prêcheur